# This Ain’t a Love Song
This Ain’t a Love Song – ballada rockowa zespołu Bon Jovi, którą w 1995 roku wydano na singlu (Mercury Records) promującym album These Days. Pierwotnie wydany w październiku 1995 na singlu utwór osiągnął 16. miejsce na liście Hot Latin Tracks.
Anglojęzyczna wersja utworu uplasowała się na 14. miejscu listy Billboard Hot 100, 11. Mainstream Rock Tracks i 6. UK Singles Chart.

## Spis utworów
Sporządzono na podstawie materiału źródłowego.
1. „This Ain’t A Love Song”
2. Jon’s Comment 1
3. „Always” (wersja nagrana na żywo podczas koncertu w 1994)
4. Jon’s Comment 2
5. „Someday I’ll Be Saturday Night” (wersja nagrana na żywo podczas koncertu w 1994)
6. Jon’s Comment 3
7. „With A Littlem Help From My Friends” (wersja nagrana na żywo podczas koncertu w 1994)

- Album został wydany w kilku wariantach (vide źródło), zależnie od kraju/kontynentu wydania.

## Wersje innych wykonawców
W 2006 roku hiszpańska piosenkarka Yuridia umieściła na swoim albumie Habla El Corazón hiszpańskojęzyczną wersję utworu, „Como Yo Nadie Te Ha Amado”.